# إلهيات ما بعد الحداثة
إلهيات ما بعد الحداثة –تُعرف أيضًا باسم فلسفة الدين القارية– هي حركة فلسفية إلهية تفسر الإلهيات في ضوء الفلسفة القارية ما بعد هايدغر، بما في ذلك علم الظواهر، وما بعد البنيوية والتفكيكية.

## لمحة تاريخية
ظهرت إلهيات ما بعد الحداثة في الثمانينيات والتسعينيات عندما بدأت حفنة من الفلاسفة، الذين اعتمدوا الفيلسوف مارتن هايدغر كنقطة انطلاق مشتركة، في نشر كتب مؤثرة حول علم الإلهيات. شملت بعض أبرز أعمال العصر كتاب جان لوك ماريون في عام 1982 الله دون كيان، وكتاب مارك س. تايلر في عام 1984 آثم، وكتاب تشارلز وينكويست في عام 1994 إلهيات الرغبة، وكتاب جون د. كابوتو لعام 1997 صلاة ودموع جاك دريرا وكتاب كارل راشك في عام 2000 نهاية الإلهيات.
يوجد فرعان من إلهيات ما بعد الحداثة على الأقل، تطور كل منهما حول أفكار فلاسفة ما بعد هايدغر القاريين. يمثل هذين الفرعين كل من الأرثوذكسية المتطرفة والإلهيات الضعيفة.

### الأرثوذكسية المتطرفة
الأرثوذكسية المتطرفة هي فرع من إلهيات ما بعد الحداثة التي تأثرت بجان لوك ماريون، وبول ريكور، وميشيل هنري وغيرهم.
على الرغم من تنظيم الأرثوذكسية المتطرفة بشكل غير رسمي، لا يتفق مؤيدوها إلا على عدد قليل من المقترحات. في البداية، لا يوجد تمييز حاد ما بين العقل من جهة والإيمان أو الوحي من جهة أخرى. بالإضافة إلى ذلك، يُفهم العالم على أفضل وجه من خلال التفاعلات مع الرب، رغم أن الفهم الكامل للرب غير ممكن إطلاقًا. تشمل هذه التفاعلات الثقافة، واللغة، والتاريخ، والتكنولوجيا والإلهيات. علاوةً على ذلك، يوجه الرب الناس نحو الحقيقة، التي لا تتوفر لهم بصورة كاملة أبدًا. في الواقع، لا يمكن الوصول إلى تقدير كامل للعالم الفيزيائي إلا عن طريق الإيمان بالتسامي. أخيرًا، وُجد الخلاص من خلال التفاعلات مع الرب والآخرين.
من أبرز دعاة الأرثوذكسية المتطرفة جون ميلبانك وكاثرين بيكستوك وغراهام وارد.

### الإلهيات الضعيفة
الإلهيات الضعيفة هي فرع من إلهيات ما بعد الحداثة التي تأثرت بالفكر التفكيكي لجاك دريدا، بما في ذلك وصف دريدا لتجربة أخلاقية بما أسماه «القوة الضعيفة». ترفض الإلهيات الضعيفة الفكرة التي تنص على أن الرب قوة جسدية أو ما وراء طبيعية قاهرة. بل ترى عوضًا عن ذلك أن الرب مطالبة غير مشروطة بأي قوة على الإطلاق. باعتباره ادعاءً بدون قوة، لا يتدخل رب الإلهيات الضعيفة في الطبيعة. ونتيجةً لذلك، تؤكد الإلهيات الضعيفة مسؤولية البشر على التصرف في العالم هنا والآن. من أبرز دعاة هذه الحركة جون د. كابوتو.